# Patience Gray
Patience Gray (geborene Patience Jean Stanham, 31. Oktober 1917 in Shackleford, Surrey; gestorben 10. März 2005 in Salve, Italien) war eine britische Kochbuchautorin.

## Leben
Patience Stanham war Tochter eines Arztes und Armee-Offiziers und mütterlicherseits Enkelin eines osteuropäischen Rabbis, der nach England emigriert war und dort unitarischer Priester wurde. Sie studierte Ökonomie in Bonn und an der London School of Economics (B.Sc.). 1939 jobbte sie beim Arts Council, wo sie eine Affäre mit dem verheirateten Thomas Gray begann, der schon zwei Kinder hatte, sie bekamen zwei weitere. 1941 nannte sie sich in der London Gazette Patience Gray. Neben ihrer Rolle als Alleinerziehende hatte sie wechselnde Jobs, arbeitete 1951 für den Designer Henri Kay Henrion beim Festival of Britain und gab 1952 das Buch Indoor Plants and Gardens von Margaret E. Jones heraus. 1957 erschien ihr Kochbuch Plats Du Jour, das sich sehr gut verkaufte, eine Neuauflage erschien 2006. Von 1958 bis 1962 war sie die erste Redakteurin für die vom Observer eingeführte Frauenseite. 
In den 1960er Jahren begann sie eine Beziehung mit dem Bildhauer Norman Mommens (1922–2000), der zu der Zeit noch mit der Töpferin Ursula Mommens (1908–2010) verheiratet war. Sie zogen zusammen rund ums Mittelmeer (Fasting and Feasting in Tuscany, Catalonia, the Cyclades and Apulia) und lebten ab 1970 bis zu ihrem jeweiligen Lebensende in einem Landarbeiterhaus in Apulien, sie schlossen 1994 noch die bürgerliche Ehe. Der Autor Alan Davidson sorgte dafür, dass ihr zweites Buch Honey From a Weed 1986 bei Prospect Books verlegt wurde.

## Schriften (Auswahl)
- (Hrsg.): Margaret E. Jones: Indoor Plants and Gardens, Great Britain, Architectural Press, 1952
- mit Primrose Boyd: Plats Du Jour. Illustrationen David Gentleman, 1957 ISBN 1-903155-60-6
- (Hrsg.): Irving Davis: A Catalan cookery book : a collection of impossible recipes. Devon : Prospect Books, 1969
- Honey From A Weed, 1986 ISBN 1-903018-20-X
- Ring Doves and Snakes, 1989 ISBN 0-333-48612-9
- Work Adventures Childhood Dreams, 1999 ISBN 88-87809-01-1
- The Centaur's Kitchen: A Book of French, Italian, Greek & Catalan Dishes for Ships' Cooks on the Blue Funnel Line, 2006  ISBN 978-1903018-73-6